# ميل آغي
ميل آغي (بالإنجليزية: Mel Agee)‏ هو لاعب كرة قدم أمريكية أمريكي، ولد في 22 نوفمبر 1968، وتوفي في 15 يونيو 2008 بسبب نوبة قلبية.

## وصلات خارجية
- ميل آغي على موقع مرجع كرة القدم المحترفة.كوم (الإنجليزية)